# Climat tempéré subhumide

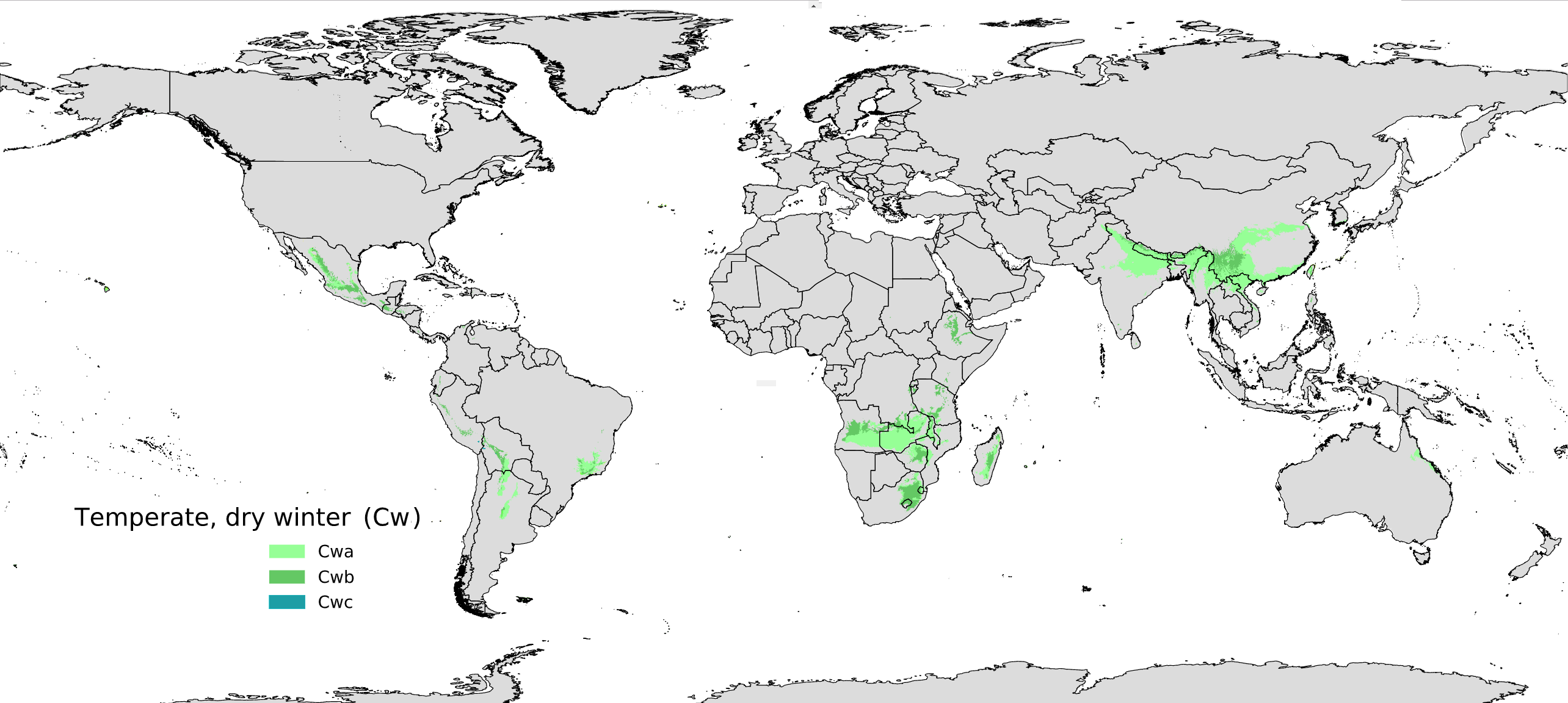
Répartition dans le monde.

Le climat tempéré subhumide aussi appelé climat tempéré de mousson, est un sous-type de climat tempéré avec influencede la mousson, c'est-à-dire un climat à hiver sec et été humide. Bien que les termes climat tempéré subhumide et climat tempéré de mousson ne soient pas officiellement utilisés dans la classification climatique de Köppen, les climats de ce type peuvent relever de la classification Cw pour les hivers secs. Dans la plupart des cas, il peut être présent en tant que climat des hautes terres.
Ce climat dépend des fluctuations de la zone de convergence intertropicale qui entraîne l'humidité et la chaleur dans chaque hémisphère.

Parc National Serra do Cipó au Brésil.

## Sous-types

### Climat subtropical de mousson
Le climat subtropical de mousson, officiellement classé comme climat subtropical subhumide ou climat subtropical humide influencé par la mousson selon la classification de Köppen (Cwa), a une forte saisonnalité avec un été chaud. Il est influencé par les climats tropicaux, principalement le climat de savane Aw . Il est très étendu en Asie du Sud et du Sud-Est, principalement en Inde, au Myanmar et au Népal, ainsi qu'en Afrique australe, en Zambie et en Angola. On le trouve aussi en Amérique du Sud, dans des zones isolées de Bolivie, du Brésil et d'Argentine. Il est présent dans certaines parties des hautes terres tropicales de l'État de São Paulo, du Mato Grosso do Sul et près des hautes terres andines dans le nord-ouest de l'Argentine. Ces zones montagneuses présentent des températures estivales suffisamment chaudes pour tomber en dehors de la catégorie climatique subtropicale des hautes terres Cfa.

### Climat tempéré subhumide des hautes terres
Le climat tempéré subhumide des hautes terres, officiellement classé comme climat subtropical des hautes terres ou climat océanique tempéré influencé par la mousson selon la classification de Köppen (Cwb), n'existe que dans les parties élevées du monde qui se trouvent dans les tropiques ou sous les tropiques, bien qu'il se trouve en général dans les régions montagneuses de certains pays tropicaux. Malgré la latitude, les altitudes plus élevées de ces régions signifient que le climat a tendance à partager des caractéristiques avec les climats océaniques, bien qu'il puisse connaître un temps sensiblement plus sec pendant la saison « hivernale » moins ensoleillée, et il a d'habitude des hivers plus chauds que la plupart des climats océaniques.

### Climat tempéré subhumide subpolaire
Le climat tempéré subhumide subpolaire, officiellement classé comme climat subtropical froid des hautes terres ou climat océanique subpolaire influencé par la mousson selon la classification de Köppen (Cwc), est un climat subalpin. Situé uniquement dans les hautes plaines andines en Bolivie et au Pérou, de 3 200 m à 4 000 m d'altitude. C'est un climat de transition entre les Cwb et le climat alpin ETH.